# 臺南廣安宮
米街廣安宮是一間位於臺南府城的廟宇，主祀池府千歲，一說創建於明鄭時期，起初為鄭成功的部將以奉祀神明為掩護，但實地暗為伺機反清復明；或者說創建清雍正元年（1723年），並於2003年5月13日公告為臺南市市定古蹟。

## 沿革

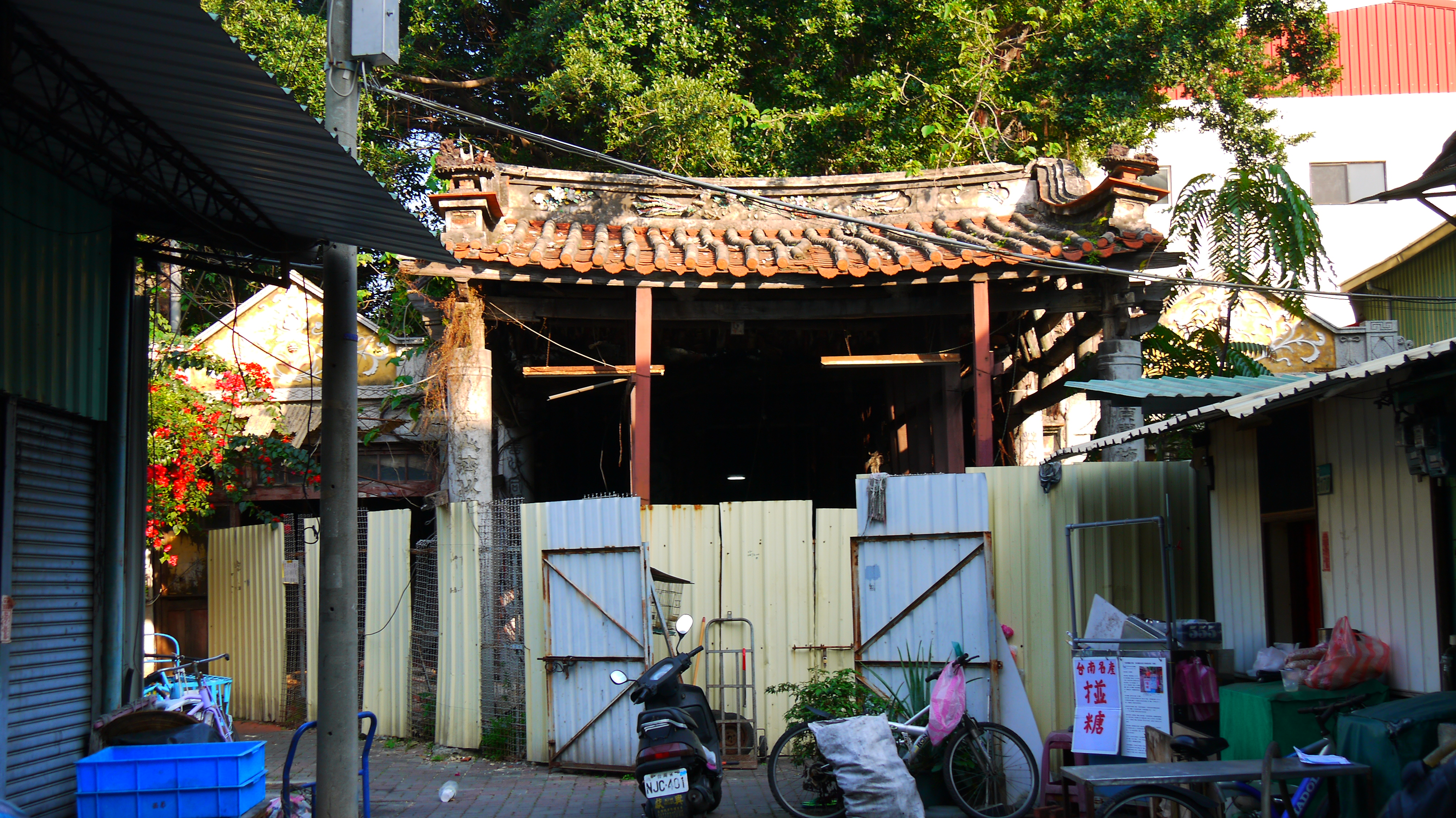
整修前的廣安宮（2016年）

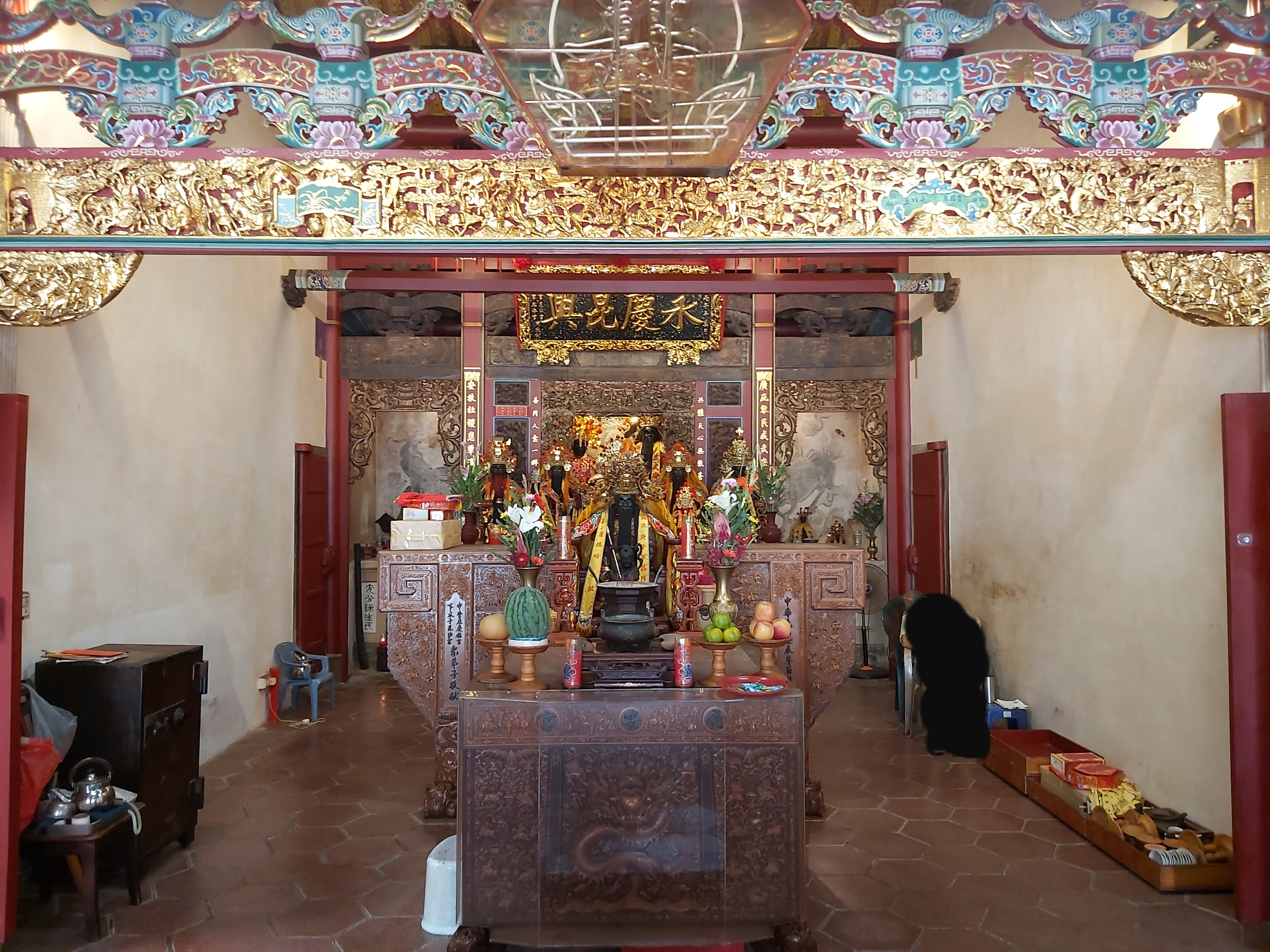
廣安宮室內

廣安宮歷史可能追溯至明鄭時期，廣安宮原稱王宮。王宮的創建，起初為鄭成功的部將以奉祀神明為掩護，但實地暗為伺機反清復明。但隨著之後施琅攻臺、鄭克塽降清，此事亦就此煙消雲散。陳文達《臺灣縣志》亦記載：「小媽祖廟，開闢後，鄉人同建。在水仔尾。小太子宮，偽時建。面海。聖公宮，偽時建。王宮，偽時建。」其中王宮即為廣安宮，偽時指明鄭朝。米街舊名亦為王宮港街。「米街」直到清嘉慶十二年(1807年)《續修臺灣縣志》中才出現。廣安宮可考的創年代為清雍正初年，在明寧靖王府的鼓樓附近創建，與位於王府鐘樓附近的開基武廟相呼應。因為該廟所在的米街是當時臺灣府城裡相當重要的街道，所以該廟香火頗旺。
進入臺灣日治時期之後，依《臺南市寺廟臺帳》所載，昔日廣安宮位於臺町二丁目97番地今新美街與民族路口，由於市區改正、街道拓寬的關係，使得該廟在大正十三年（1924年）往北遷移至今天的位置，並與石精臼開基共善堂邢府千歲合祀。祝融殿的火王爺(馬明尊王)，今亦合祀在廣安宮。
民國六十九年石精臼開基共善堂信徒鳩資興建新廟，遷出廣安宮(按：遷至普濟殿旁之慈聖街65號)，結束合祀，爐下弟子等因感邢府千歲神恩，並為紀念合祀之情誼，雙方協議留祀共善堂邢府千歲聖像乙尊供信眾朝拜，該聖像現仍奉於廣安宮內，為米街廣安宮之開基邢府千歲。因當初合祀緣故，現今廣安宮正門門首仍留有「廣安宮」、「共善堂」及「祝融殿」之立額；廟中神龕、廟庭石柱對聯及龍虎邊門聯亦留有以「共善」、「廣安」為字首之對聯，足見二廟合祀情形及情誼深厚。
廣安宮曾在民國41年（1952年）三月因梁柱剝蝕進行整修，同年十月落成並舉行歲次壬辰年建醮大典，之後一直到了民國87年（1998年），因廟體老舊、年久失修，當時經董監事會商議後決議翻修，遂恭請池府千歲暨列位尊神移駕至廟體龍邊民族路的臨時行舘安座（石精臼點心城旁）。廟宇翻修之計因故延磐，遲遲未有進度，原廟宇長期處於閒置狀態，遭榕樹樹根攀爬破壞。後於2019年9月8日進行重修工程，並由臺南市市長黃偉哲與廣安宮董事長葉炳南主持動工儀式，於2020年8月舉行上樑儀式，後將民族路的臨時行館空間撤除，成為通往新美街廟體之通廊入口，並於2022年6月12日舉行入火安座大典，且有各友宮交陪境舉行平安遶境，在該日21時15分將各神尊依照道教儀式入火安座完成。歲次甲辰年(2024年)該廟啟建慶成祈安三朝建醮大典，睽違72年之醮典，萬眾矚目，期待盛況空前！

## 祀神
米街廣安宮主祀池府千歲，同祀邢府千歲、金府千歲、何府千歲、馬明尊王、觀音佛祖，陪祀池府夫人、中壇元帥、福德正神、天真武佛。

## 建築與文物
廣安宮原貌為三開間的中型廟宇，可能帶有護龍。

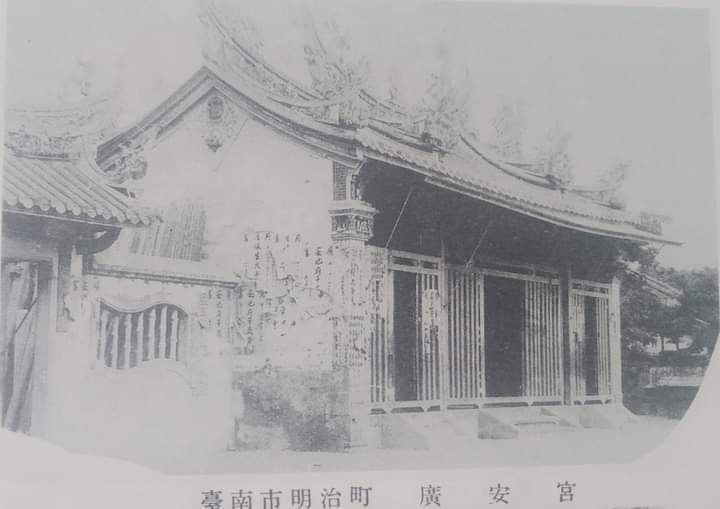
廣安宮 《臺南州祠廟名鑑》

現存建築因為是日治時期遷建之作，所以呈現閩洋折衷風格。廟宇建築以分金線為中軸線由拜亭、三川殿及正殿組成，三組空間中間沒有天井分隔，連成一氣，形成縱深狹長之空間。拜亭為四柱卷棚歇山頂；三川殿為三開間、開三門，步口木構架結構緊密，空間狹窄緊湊。其正殿為單開間擱檁式，有相當精美之架內牌樓，木雕長約7公尺，內容括三英戰呂布、空城計與封神榜等，屋頂為硬山單檐燕尾形式。除有無天井之差異外，三川殿及正殿間類似金華府。從三川殿後山牆面左右各有一開口，通往兩側護龍。左護龍屋面型式為雙坡水與正有直接相連，不似右護龍以天井來區隔，並非對稱平面。護龍山牆為西洋風格，有華麗泥塑山花在上。
廣安宮三川門設石獅、日治時期龍柱一對，據薪傳獎藝師施弘毅先生稱此石雕部分有惠安崇武蔣家之手法，石材以臺灣所產之砂岩石雕刻而成。廣安宮之彩繪大部份均已剝落或因煙燻而變色。現存狀況較佳者在三川殿的門神彩繪。明間秦淑寶、尉遲恭門神彩繪莊嚴。次間繪有12節氣，為臺南畫師陳玉峰之作品。在剪黏泥塑方面，亦不乏精采之作，只可惜現今屋頂之脊飾多剝落殘存鐵絲。廟內文物留有「恆舒神功」、「共善堂」匾額，米街廣安社相關文物。
因廟體於1998年後閒置23年，大殿神房的猛龍壁畫遭受榕樹根嚴重毀損，神房的部分構件亦被宵小盜竊，虎邊側門的書法也受到風化侵蝕，故修復團隊使用紅外線攝影，依照原樣修舊如舊將陳玉峰大師的作品恢復原貌，並聘請潘岳雄司阜重新繪作猛龍壁畫。以新的門神彩繪大門替代，將舊時陳玉峰繪製的門神繪畫拆下另作保存。

## 石精臼開基共善堂

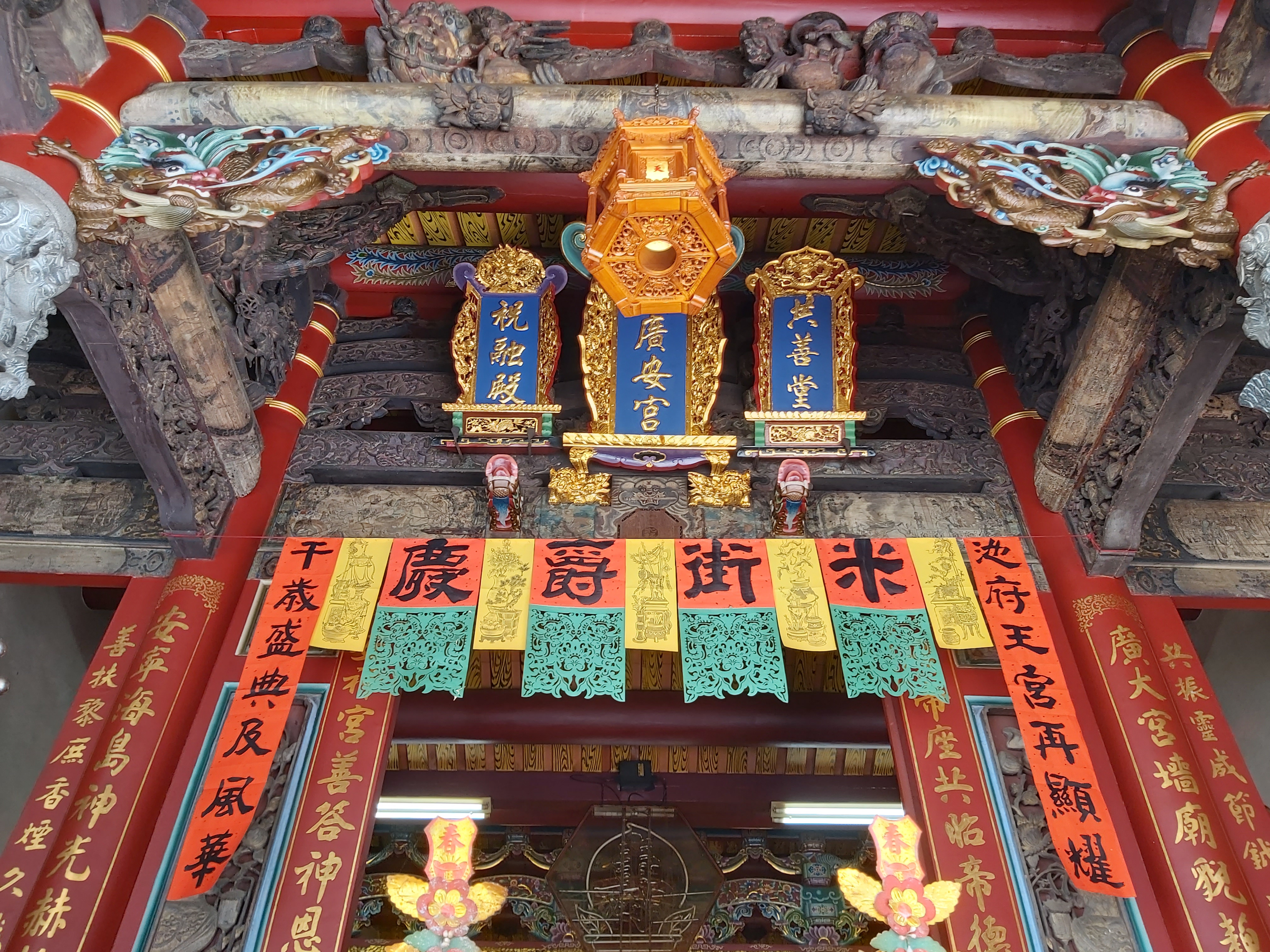
廣安宮、共善堂和祝融殿的牌匾

石精臼開基共善堂，俗稱臼廟，原址為廣安宮現所在地，石精臼之部份，因該處緊鄰米街，多有工人以石杵舂米得名。共善堂主祀天皇殿保護大帝邢府千歲，創立於清雍正元年(1723年)，農曆二月廿三日、八月廿三日為祭典日期。光緒廿二年，日人領台後，日政府實施街道改正，廣安宮在民族路與新米街口，因開路而遭全部拆除，再於民國十三年甲子之歲，廣安宮董事爐主與共善堂董事爐主商議，雙方同意合祀，而向政府申請，經長官之仲裁，以共善堂之遺址及廣安宮之經費共同重建，為廣安宮、共善堂合祀，由此信徒聚增，香火更盛，至民國六十九年六月由信徒劉來欽等人發起重建於台南市慈聖街六十五號(舊地名：粗糠崎)現址，於民國七十年農曆二月十一日午時迎神入廟，重振香火，為開基共善堂，民國九十四年擴建緊鄰新廟，民國九十六年入火安座並啟建慶成祈安清醮。民國一一二年(2023年)慶祝創建三百周年，啟建謝恩禮斗祈安清醮大典，並於醮典畢後繞境植福，雖僅有鑾轎二頂(開基老王及二鎮邢府千歲各乘一頂)，未開放交誼境及子館贊境，惟各界善信及交誼境等均盛大恭迎，盛況空前，隆重莊嚴，亦有三立電視台寶島神很大節目拍攝紀錄，信徒紛至沓來齊迎聖駕，再顯臼廟神威。

## 粟埕祝融殿
粟埕祝融殿，俗稱火神爺館，主神馬明尊王，遺址在今台南市中西區西門路二段372巷8弄8號處，日治時代土地登記為西門町二丁木50番地坐西朝東，昭和二十年因大空襲遭炸毀，戰後移祀廣安宮。現廣安宮門首仍留有「祝融殿」立額。

## 交陪境
六合境柱仔行全臺開基永華宮、中營慶福宮、八吉境下太子開基昆沙宮、祀典興濟宮、石精臼邢天府、石精臼開基共善堂、外關帝港厲王宮、南勢街西羅殿、開基三山國王廟、米街忠澤堂、開基靈祐宮、下林建安宮、玉泉文衡殿、開基武廟、米街澤祐堂、開基天后祖廟、全臺首邑縣城隍廟、佳里興共慶堂、祀典大天后宮、首貳境萬福庵、臺灣祀典武廟、全臺開基藥王廟、赤崁樓大士殿

## 外部連結
- 官方網站 （页面存档备份，存于）
- 米街廣安宮的Facebook專頁
- 文化部文化資產局—廣安宮 （页面存档备份，存于）
- 財團法人台灣省台南市廣安宮 — 文化資源地理資訊系統 （页面存档备份，存于）